# Innes House

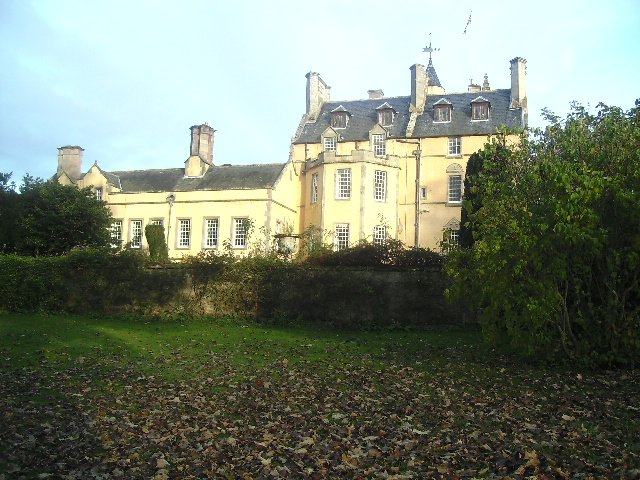
Innes House

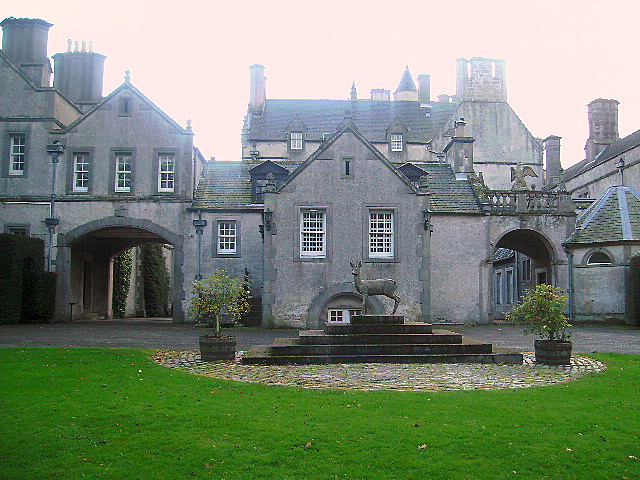
Innes House

Innes House ist ein ehemaliges Herrenhaus nahe der schottischen Ortschaft Lhanbryde in der Council Area Moray. 1971 wurde das Bauwerk in die schottischen Denkmallisten in der höchsten Denkmalkategorie A aufgenommen. Des Weiteren sind die Gärten, die Nord- und die Ost-Lodge, der Gutshof sowie ein Kreuz als Kategorie-B-Denkmäler klassifiziert. Die Westpforte, ein Brunnen und die Stallungen sind hingegen als Denkmäler der Kategorie C eingestuft. Das Gesamtanwesen ist im schottischen Register für Landschaftsgärten verzeichnet. In vier von sieben Kategorien wurde das höchste Prädikat „herausragend“ verliehen.

## Geschichte
Im Jahre 1160 erhielt Beorald the Fleming unter Malcolm IV. das Baronat Innes zum Lehen. Robert Innes, der 24. Laird von Innes, wurde 1624 zum Baronet erhoben. Vermutlich befand sich spätestens seit 1590 ein Wehrbau am Standort. Er veranlasste den Bau von Innes House zu einem nicht exakt bekanntem Zeitpunkt zwischen 1640 und 1653. Zunächst handelte es sich um ein Tower House. James Innes, 6. Baronet veräußerte das Anwesen 1767 an James Duff, 2. Earl Fife. Bereits um 1750 waren erste landschaftsplanerische Schritte unternommen worden. Der neue Besitzer investierte umfassend in die Entwicklung der Park- und Gartenanlagen. Des Weiteren ließ er das Herrenhaus um zwei Flügel erweitern. James Duff, 4. Earl Fife, der ab 1825 seine letzten Lebensjahre auf Innes House verbrachte, ließ weitere Erweiterungen ausführen. Sein heutiges Aussehen erhielt Innes House unter James Duff, 5. Earl Fife, welcher das Herrenhaus umfassend überarbeiten ließ.
Nach seiner Hochzeit mit Prinzessin Louise wurde Alexander Duff, 6. Earl of Fife zum Duke of Fife erhoben. Daraufhin verkaufte er das Anwesen an einen Herrn Mackenzie. Dieser verpachte es zunächst an F. J. Tennant, der es schließlich 1910 erwarb. Tennant ließ die Gärten überarbeiten und änderte die Ausrichtung des Hauses, sodass sich der Eingangsbereich seitdem an der Nordseite befindet. Iain Tennant ließ Innes House 1947 in Wohneinheiten untergliedern.

## Beschreibung
Innes House steht isoliert auf einem weitläufigen Anwesen in der zum Moray Firth hinführenden Ebene rund 3,5 Kilometer nördlich von Lhanbryde und sechs Kilometer nordöstlich von Elgin. Kern des Hauses bildet ein viergeschossiges Tower House mit L-förmigem Grundriss und fünfgeschossigem Treppenturm, das zu einer komplexen Struktur mit zahlreichen Flügeln und Bauteilen erweitert wurde. Seit den Überarbeitungen im 19. Jahrhundert besitzt Innes House ein viktorianisches Äußeres. Seine Fassaden sind mit Harl verputzt.